# Hörby
Hörby este un oraș în Suedia.

## Demografie
| \| Evoluția demografică a zonei urbane Hörby, 1970–2015 \| Evoluția demografică a zonei urbane Hörby, 1970–2015 \| Evoluția demografică a zonei urbane Hörby, 1970–2015 \| Evoluția demografică a zonei urbane Hörby, 1970–2015 \| Evoluția demografică a zonei urbane Hörby, 1970–2015 \| \| --------------------------------------------------------------------------------------- \| ---------------------------------------------------- \| ---------------------------------------------------- \| ---------------------------------------------------- \| ---------------------------------------------------- \| \| An \| \| \| Locuitori \| \| \| 1970 \| 1970 \| \| 4.189 \| 4.189 \| \| 1975 \| 1975 \| \| 4.713 \| 4.713 \| \| 1980 \| 1980 \| \| 5.551 \| 5.551 \| \| 1990 \| 1990 \| \| 6.407 \| 6.407 \| \| 1995 \| 1995 \| \| 6.479 \| 6.479 \| \| 2000 \| 2000 \| \| 6.421 \| 6.421 \| \| 2005 \| 2005 \| \| 6.654 \| 6.654 \| \| 2010 \| 2010 \| \| 7.085 \| 7.085 \| \| 2015 \| 2015 \| \| 7.459 \| 7.459 \| \| Sursa: SCB - Statistika Centralbyrån, Folkmängden per tätort. Vart femte år 1960 - 2016 \| \| \| \| \| |      |  |           |       |
| Evoluția demografică a zonei urbane Hörby, 1970–2015 |      |  |           |       |
| An |      |  | Locuitori |       |
| 1970 | 1970 |  | 4.189     | 4.189 |
| 1975 | 1975 |  | 4.713     | 4.713 |
| 1980 | 1980 |  | 5.551     | 5.551 |
| 1990 | 1990 |  | 6.407     | 6.407 |
| 1995 | 1995 |  | 6.479     | 6.479 |
| 2000 | 2000 |  | 6.421     | 6.421 |
| 2005 | 2005 |  | 6.654     | 6.654 |
| 2010 | 2010 |  | 7.085     | 7.085 |
| 2015 | 2015 |  | 7.459     | 7.459 |
| Sursa: SCB - Statistika Centralbyrån, Folkmängden per tätort. Vart femte år 1960 - 2016 |      |  |           |       |